# Ramulispora sorghi
Ramulispora sorghi är en svampart som först beskrevs av Ellis & Everh., och fick sitt nu gällande namn av Lindsay Shepherd Olive & Lefebvre 1946. Ramulispora sorghi ingår i släktet Ramulispora och familjen Mycosphaerellaceae.   Inga underarter finns listade i Catalogue of Life.